# Pametna zgrada
Pametne zgrade su zgrade koje su kontrolirane sustavom automatizacije. Automatizacija zgrade je automatsko centralizirano upravljanje grijanjem, klimatizacijom, ventilacijom, osvjetljenjem i ostalim sustavima zgrade kroz sustav upravljanja zgradom ili kroz sustav automatizacije zgrade. Zadatak automatizacije zgrade je povećani komfor stanara, efikasno djelovanje sustava zgrade, smanjena potrošnja energije i duži životni vijek instalacija.
Automatizacija zgrade primjer je distribuiranog sustava kontrole to jest računalnog umreženja električnih uređaja namijenjenih za praćenje i upravljanje mehaničkim, sigurnosnim i vatrogasnim sustavima te sustavima za osvjetljenje, grijanje, klimatizaciju i ventilaciju zgrade.
Sržne funkcionalnosti sustava automatizacije zgrade održavaju klimu zgrade unutar navedenih raspona, osvjetljavaju sobe na temelju rasporeda boravka ljudi u sobi, prate rad uređaja i njihove kvarove u svim sustavima, te obavještavaju osoblje zaduženo za održavanje o kvarovima. Sustav automatizacije zgrade trebao bi smanjiti troškove korištenja energije i održavanja naspram ne kontroliranih zgrada. Većina poslovnih i industrijskih zgrada nakon 2000. godine sadrže sustav automatizacije. Puno starih zgrada adaptirano je novim sustavima automatizacije koji su uglavnom financirani energetskim uštedama te uštedama zbog pravodobnog otkrivanja kvarova.

Poslovne i industrijske zgrade su se prije oslanjale na robustne protokole (kao BACnet). Noviji IEEE standardi (prvenstveno IEEE 802.15.4, IEEE 1901 te IEEE 1905.1, IEEE 802.21, IEEE 802.11ac, IEEE 802.3at) i udruživanje proizvođača (QIVICON) postavljaju standardizirane temelje za umreživanje većeg broja uređaja na puno fizičkih mreža za različite namjene. Također garantiraju dostatnu kvalitetu usluge i sigurnosne mehanizme za održavanje zdravlja i sigurnosti ljudi. Prema tome poslovni, industrijski i vojni korisnici trenutačno koriste sustave koji se razlikuju od kućnih u opsežnosti
Gotovo sve "zelene" zgrade su konstruirane sa sustavom automatizacije za kontrolu potrošnje energije, vode i zraka. Čak i pasivne kuće zamišljene tako da im je neto protrošnja energije jednaka nuli zahtijevaju sustav automatizacije za kontrolu.
| Mjera poboljšanja zgrade                           | Ušteda                       |
| -------------------------------------------------- | ---------------------------- |
| Napredni sustavi automatizacije                    | 13-66% energije              |
| Pametni sustavi klimatizacije, grijanja i hlađenja | 24-32% energije              |
| Pametni prozori (ušteda na hlađenju zgrade)        | 19-26% energije              |
| Pametni prozori (ušteda na osvjetljenju)           | 48-67% energije              |
| Nadzor količine potrebnog prostora                 | 10% manje potrebnog prostora |

### Infrastruktura

#### Kontroler
Kontroleri su u suštini mala računala rađena za određenu svrhu s mogućnošću primanja i emitiranja signala. Na tržištu postoje raznovrsni kontroleri s raznim mogućnostima upravljanja uređajima koji se mogu naći u zgradama te za upravljanje pod-mrežama kontrolera.
Primanje signala omogućuje kontroleru očitavanje temperature, vlažnosti, tlaka, tok zraka i ostale važne parametre. Emitiranje signala omogućuje kontroleru slanje komandi i upravljanje uređajima te ostalim dijelovima sustava. Signal može biti analogan ili digitalan. Digitalni signali se nekad zovu i diskretni.
Kontroleri korišteni za automatizaciju zgrada dijele se u tri kategorije: programabilni logički kontroler, sustavni/mrežni kontroler te upravljačke terminale. Međutim postoje dodatni uređaji za uključivanje sustava koji nisu dio glavnog sustava(samostojeća ventilacijska jedinica) u centralni sustav automatizacije.

#### Osvjetljenje
Osvjetljenje se može ugasiti, upaliti ili prigušiti pomoću automatizacije zgrade na temelju vremena, boravka ljudi u prostoriji, fotosenzora i tajmera. Jedan tipičan primjer je gašenje svjetla ako senzor pola sata nije uočio kretanje ljudi. Fotoćelija stavljena izvan zgrade može osjetiti mrak te na temelju toga upravljati osvjetljenjem.

#### Postrojenje za pripremu zraka
Većina postrojenja za pripremu zraka miješa zrak iz prostorije i svježi zrak kako bi se zrak trebao manje grijati ili hladiti i ovlaživati ili odvlaživati. Ovim načinom rada dolazi do smanjenja korištenja zagrijane ili ohlađene vode(to jest do uštede novca). Dio zraka mora biti svjež i zbog higijenskih razloga. Kako bi se optimizirala energetska efikasnost uz održavanje kvalitete zraka automatizirana ventilacija namješta udio svježeg zraka na temelju broja ljudi u prostoriji. 
Analogni ili digitalni senzori mogu se postaviti u prostor ili u sobu, dovod i odvod zraka i ponekad u okoliš. Aktuator se postavlja na ventile vrele i pothlađene vode te na prigušivače dovoda i odvoda zraka. Ventilator za dobavu zraka se može gasiti i paliti na osnovu vremena, temperature, tlaka u zgradi ili kombinacije sva tri faktora.

##### Postrojenje za pripremu zraka s konstantnim protokom
Ovaj tip postrojenja je manje efikasan. Ventilatori ne posjeduju mogućnost promjene brzine pa se temperatura regulira zatvaranjem ili otvaranjem prigušivača te ventila za dovod vode.

##### Postrojenje za pripremu zraka s promjenjivim protokom
Ovo je efikasniji tip postrojenja. Postrojenje dobavlja stlačeni zrak u posebne spremnike. Tlak u tim spremnicima se može mijenjati promjenom brzine ventilatora ili puhala. Količina zraka je određena prema potrebi prostora. Svaki spremnik dobavlja zrak za manju prostoriju poput ureda. Svaki spremnik ima još i prigušivač za dodatnu regulaciju temperature. Što je manje prigušivača otvoreno postrojenje treba dobavljati veću količinu zraka. Neki spremnici imaju i svoje izmjenjivače topline koji imaju svoje ventile za regulaciju temperature.

#### Centralno postrojenje
Centralno postrojenje dobavlja vodu postrojenju za pripremu zraka. Postrojenje može opskrbljivati sustav s hladnom vodom, sustav s toplom vodom te sadržavati transformatore i pomoćne generatore u slučaju izvanrednih situacija. Ako se s postrojenjem dobro upravlja ono će raditi na principu kogeneracije te tako postizati veću efikasnost.

##### Sustav s hladnom
Hladna voda se često koristi za hlađenje zraka i opreme u zgradi. Sustav se sastoji od hladnjaka i pumpi. Analogni senzori mjere temperaturu vode na polazu i na povratu. Ovisno o izmjerenoj temperaturi hladnjaci se pale i gase kako bi održali potrebnu temperaturu.
Hladnjak je rashladna jedinica koja proizvodi hladnu vodu za potrebe klimatizacije nekog prostora. Hladna voda se dobavlja jednoj ili vise rashladnoj zavojnici koja se nalazi u postrojenju za pripremu zraka. Upravljanje količinom hladne vode obično se ostvaruje promjenom toka vode kroz zavojnice. Što znači da se više zavojnica može napajati iz jednog hladnjaka bez gubitka kontrole pojedine zavojnice.

##### Sustav s toplom vodom
Sustav dobavlja toplu vodu postrojenju za pripremu zraka, grijačim zavojnicama ili ogrijevnim tijelima. Sustav se sastoji od kotla(ili više njih) i pumpi. Analogni temperaturni senzori mjere temperature vode na polazu i povratku. U pravilu se koristi neki tip ventila za miješanje kako bi se regulirala temperatura vode. Kotlovi i pumpe se pale i gase po potrebi kako bi se održala potrebna temperatura vode. 

## Vanjske poveznice
- Bojan Đekić: Pametne zgrade  Arhivirana inačica izvorne stranice od 12. studenoga 2018. (Wayback Machine), Digitalni repozitorij Politehnike Pula, Visoka tehnička poslovna škola, Pula, rujan 2015.